# Tiu (pharaon)
Tiu, còn được biết đến với tên gọi Teyew, được đề cập tới trên Phiến đá Palermo như là một vị vua Ai Cập thuộc giai đoạn Tiền Vương triều, ông trị vì ở Hạ Ai Cập. Vì không có bằng chứng nào khác về vị vua này, cho nên ông có thể là một vị vua thần thoại được kể lại thông qua truyền thuyết, hoặc có thể hoàn toàn hư cấu.